# Condylostylus semiciliatus
Condylostylus semiciliatus är en tvåvingeart som först beskrevs av Van Duzee 1929.  Condylostylus semiciliatus ingår i släktet Condylostylus och familjen styltflugor.
Artens utbredningsområde är Guatemala. Inga underarter finns listade i Catalogue of Life.